# Bačka (Slowakei)
Bačka, ungarisch Bacska ist eine Gemeinde im Osten der Slowakei mit 576 Einwohnern (Stand 31. Dezember 2024), die zum Okres Trebišov, einem Kreis des Košický kraj, gehört. Sie ist Teil der traditionellen Landschaft Zemplín.

## Geographie
Die Gemeinde befindet sich im südöstlichen Teil des Ostslowakischen Tieflands in der Kleinregion Medzibodrožie (ungarisch Bodrogköz), auf einem alten natürlichen Deich der Theiß sowie südlich des Flusses Latorica und unweit der Staatsgrenzen zu Ungarn und zur Ukraine. Das Ortszentrum liegt auf einer Höhe von 104 m n.m. und ist sieben Kilometer von Kráľovský Chlmec, 11 Kilometer von Čierna nad Tisou sowie 61 Kilometer von Trebišov entfernt (Straßenentfernung).
Nachbargemeinden sind Leles (Hauptort und Ortsteil Kapoňa) im Nordwesten und Norden, Boťany im Nordosten und Osten, Biel im Süden, Dobrá im Südwesten und Kráľovský Chlmec im Westen.

## Geschichte
Bačka wurde zum ersten Mal 1214 als Becheka schriftlich erwähnt, weitere historische Bezeichnungen sind unter anderen Buchka (1323), Bachka (1332) und Báčka (1808). Das Dorf war bis 1660 Besitz des Geschlechts Bocskay. 1787 gab es mehrere Gutsherren, im 19. Jahrhundert besaßen die Familien Pásztor und Weinberger die Ortsgüter. 
1557 wurden fünf Porta verzeichnet, 1715 gab es 12 verlassene und 10 bewohnte Haushalte. 1787 hatte die Ortschaft 58 Häuser und 380 Einwohner, 1828 zählte man 71 Häuser und 528 Einwohner. Von 1880 bis 1910 wanderten viele Einwohner aus.
Bis 1918/1919 gehörte der im Komitat Semplin liegende Ort zum Königreich Ungarn und kam danach zur Tschechoslowakei beziehungsweise heutigen Slowakei. In der Zeit der ersten tschechoslowakischen Republik war Bačka ein landwirtschaftlich geprägtes Dorf. Auf Grund des Ersten Wiener Schiedsspruchs war der Ort von 1938 bis 1944 noch einmal Teil Ungarns.

## Bevölkerung
| Jahr                | 1994 | 2004     | 2014   | 2024     |
| ------------------- | ---- | -------- | ------ | -------- |
| Anzahl der Personen | 545  | 600      | 651    | 576      |
| Unterschied         |      | +10,09 % | +8,5 % | −11,52 % |

| Jahr                | 2023 | 2024    |
| ------------------- | ---- | ------- |
| Anzahl der Personen | 581  | 576     |
| Unterschied         |      | −0,86 % |

Nach der Volkszählung 2011 wohnten in Bačka 653 Einwohner, davon 546 Magyaren, 66 Roma, 27 Slowaken und ein Tscheche. 13 Einwohner machte keine Angabe zur Ethnie.
341 Einwohner bekannten sich zur römisch-katholischen Kirche, 236 Einwohner zur reformierten Kirche, 40 Einwohner zur griechisch-katholischen Kirche, sechs Einwohner zur orthodoxen Kirche und drei Einwohner zu den Zeugen Jehovas. 14 Einwohner waren konfessionslos und bei 13 Einwohnern wurde die Konfession nicht ermittelt.

## Bauwerke und Denkmäler
- römisch-katholische Emmerichkirche, ein ursprünglich gotischer Sakralbau aus dem 15. Jahrhundert, der im 18. Jahrhundert barockisiert wurde[6]

## Verkehr
Durch Bačka führt Cesta III. triedy 3700 („Straße 3. Ordnung“) zwischen Leles und einer Kreuzung mit der Cesta I. triedy 79 („Straße 1. Ordnung“) am südlichen Rand des bebauten Ortsgebiets. Der nächste Bahnanschluss ist in Biel an der Bahnstrecke Čierna nad Tisou–Košice.